# Луций Невий Сурдин (консул-суффект)
Лу́ций Не́вий Сурди́н (лат. Lucius Naevius Surdinus; умер после 30 года) — политический деятель эпохи ранней Римской империи из плебейского рода Невиев Сурдинов, консул-суффект в 30 году.

## Биография

### Происхождение
Луций Невий Сурдин принадлежал к плебейскому роду Невиев Сурдинов; его отец, носивший такое же имя, не позднее 13 года до н. э. исполнял обязанности претора по делам иноземцев (лат. praetor peregrinus), а также, совместно с Гнеем Пизоном и Гаем Плоцием, входил в состав коллегии монетных триумвиров, по разным версиям, в 23, 15 или около 9 года до н. э.

### Политическая карьера
О гражданско-политической карьере Луция Невия известно только лишь то, что в 30 году он занимал должность консула-суффекта совместно с одним из наиболее видных римских правоведов, учеником Мазурия Сабина, Гаем Кассием Лонгином. Тем не менее, дальнейшая его биография неизвестна.